# 吉原崇宏
吉原 崇宏（よしはら たかひろ）は、日本のラグビーレフリー（審判員）。2021年現在、日本協会A級公認レフリーを務めている。

## プロフィール
- 長崎県長崎市出身[2]。
- 選手時代のポジションはセンター(CTB)、フルバック(FB)。
- 三和中学校ラグビー部監督を務めたことがある[3]。

## 略歴
長崎北陽台高校、鹿屋体育大学を経て、長崎県立中学校に勤めながらレフリーになる。